# نمایش جفت‌خواهی

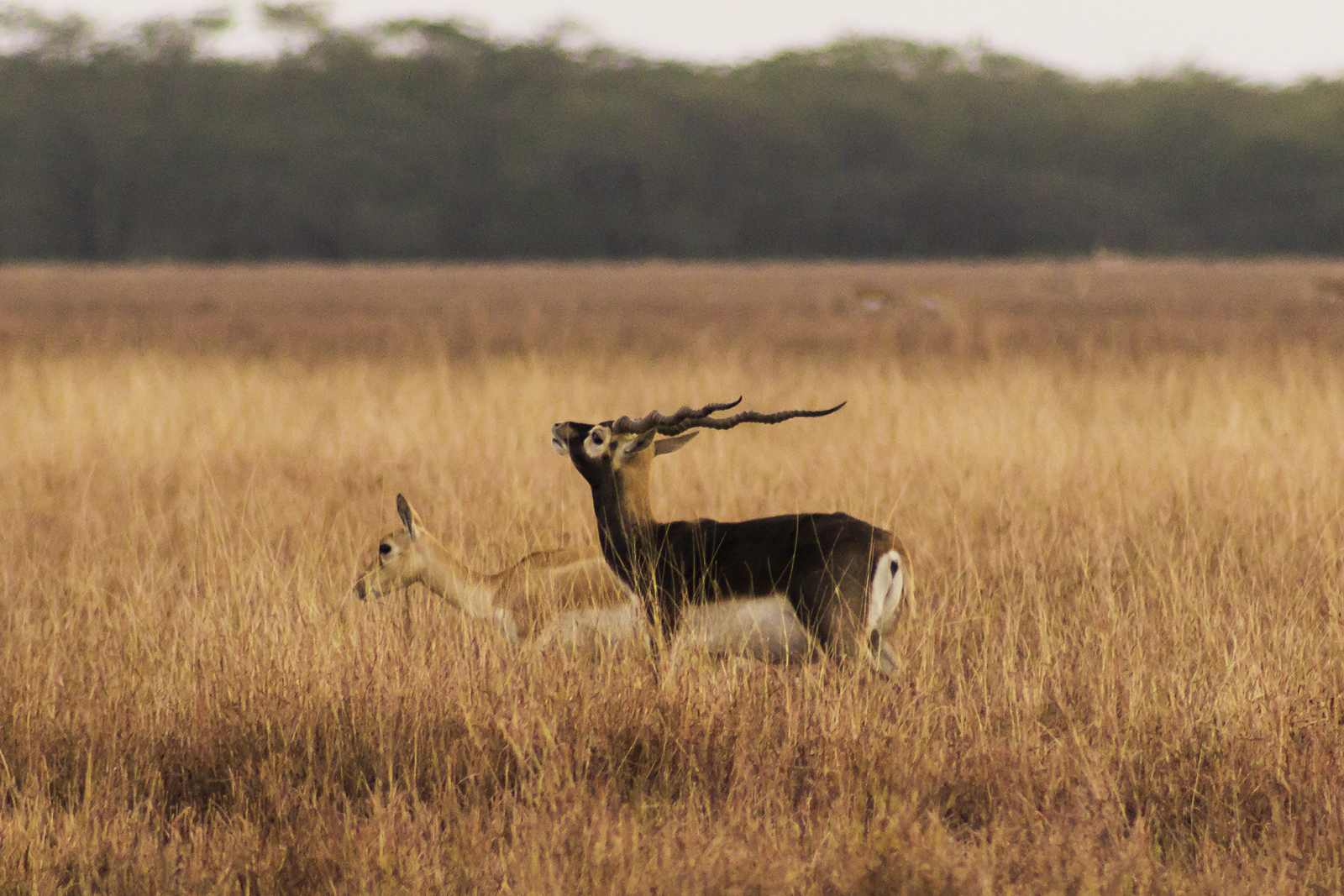
سیاه‌کل نر در حال نمایش جفت‌خواهی از یک ماده

نمایش جفت‌خواهی (به انگلیسی: Courtship display)، مجموعه‌ای از رفتارهای نمایشی است که در آن یک جانور، معمولاً نر، تلاش می‌کند تا جفت خود را به خود جلب کند، حرکت‌های گزینش جفت، بنابراین گزینش جنسی بر اساس نمایشگری انجام می‌شود. این رفتارها اغلب شامل آیین‌های جنبشی ("رقص")، آواسازی، تولید صدای مکانیکی، یا نمایش زیبایی، نیرو یا توانایی تهاجمی است. رفتار جفت‌خواهی ممکن است از سوی نرها یا از سوی ماده‌ها یا به‌طور دوسویه رخ دهد.

عنکبوت طاووسی نر، Maratus volans، در حال نمایش جفت‌خواهی

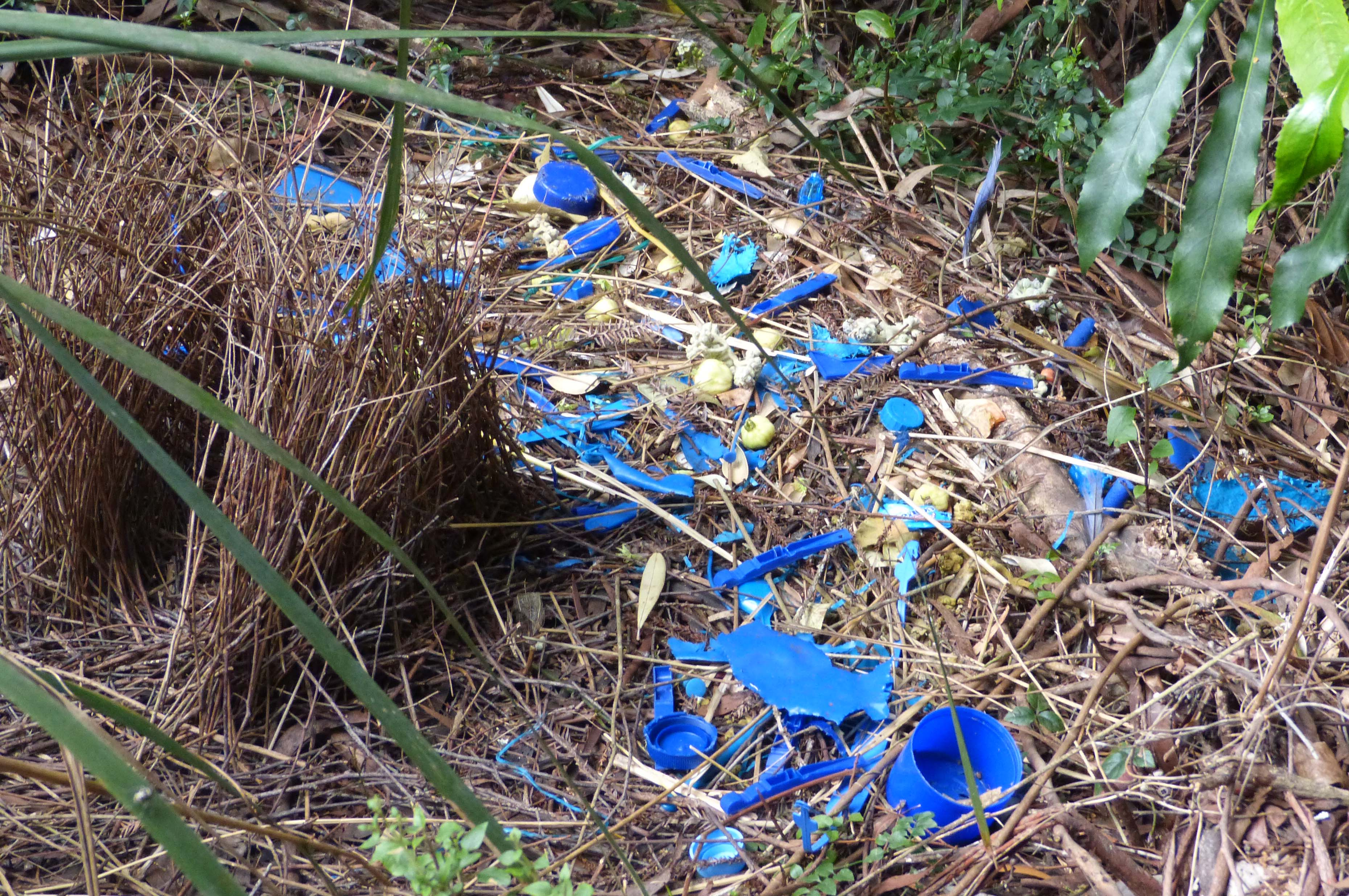
یک مرغ کریچ‌ساز ساتن نر برای جذب جفت‌های بالقوه، یک تنوره می‌سازد و از آن استفاده می‌کند.

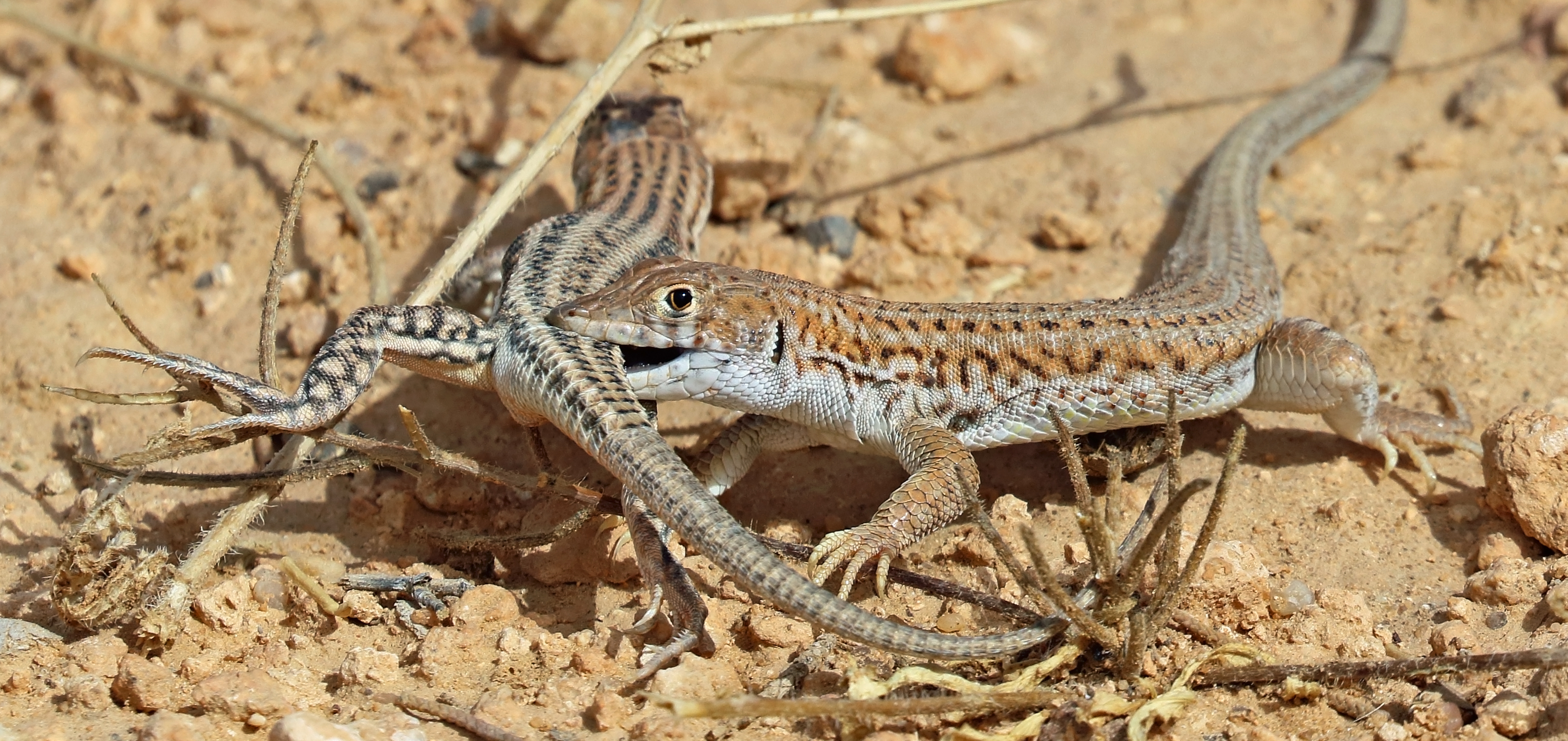
مارمولک پنجه‌لبه‌ای بوسک Acanthodactylus boskianus با گاز عشقی

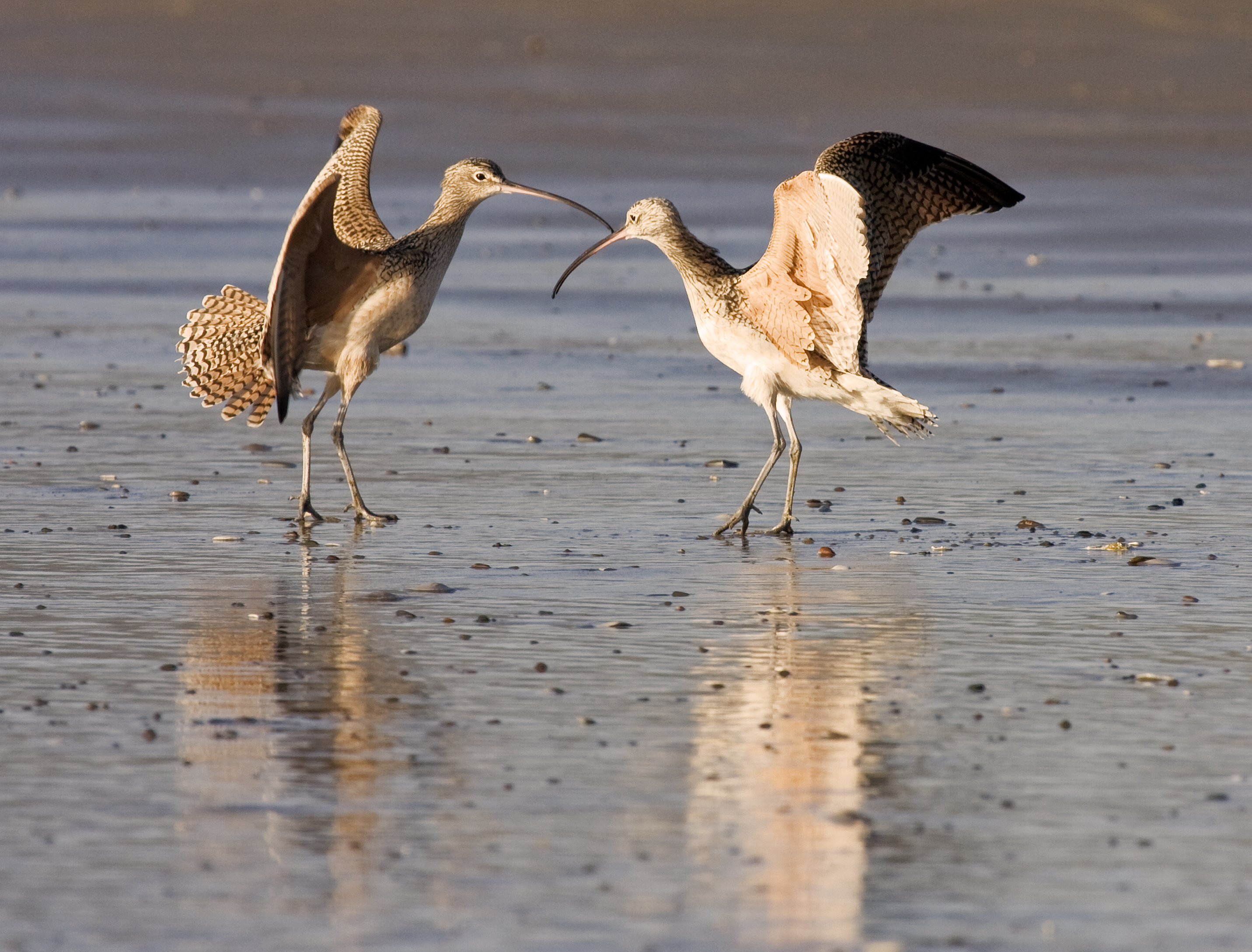
گیلانشاه نوک‌دراز نر و ماده در حال نمایش جفت‌خواهی دوسویه

## زیورهای جنسی
زیورهای جنسی می‌تواند برای افزایش جذابیت و نشان‌دهندهٔ ژن‌های خوب و سطوح بالاتر سازوری اندام باشد. هنگامی که در معرض صفات اغراق‌آمیز نرها قرار می‌گیرند، برخی از ماده‌ها ممکن است با افزایش سرمایه‌گذاری مادری پاسخ دهند. به عنوان نمونه، نشان داده شده است که قناری‌های ماده در پاسخ به تولید آهنگ فراطبیعی نرها، تخم‌های بزرگ‌تر و انبوه‌تری تولید می‌کنند.

## درگیری جنسی
درگیری جنسی پدیده‌ای است که در آن منافع نر و ماده در تولید مثل یکسان نیست: آنها اغلب کاملاً متفاوت هستند:
- نرها: علاقه آنها به جفت‌گیری با تعداد زیادی ماده کاملاً وفادار است؛ بنابراین ژن‌های آنها به‌طور گسترده در سراسر جمعیت پخش می‌شود.
- ماده‌ها: علاقه آنها به جفت‌گیری با تعداد زیادی نر مناسب است و در نتیجه تعداد زیادی از فرزندان متناسب و متنوع تولید می‌کنند.

## رفتار پرخاشگرانه و جفت‌خواهی
اگرچه کمیاب است، اما رفتار پرخاشگرانه بین نر و مرد در طول نمایش جفت‌خواهی در طبیعت دیده می‌شود. رفتار پرخاشگرانه درون‌گونه‌ای که منجر به مرگ یک ستیزه‌جو (combatant) می‌شود، به دلیل خطر مرتبط با مرگ یا زخم، نادر است. با این حال، رفتار پرخاشگرانه‌ای که خطرناک می‌شود گاهی رخ می‌دهد.

## دوره جفت‌خواهی ادامه‌دار
در بسیاری از سیستم‌های جفت‌گیری جانوران، پیش از جفت‌گیری، دورهٔ جفت‌گزینی وجود دارد. در این دوره است که جانوران بالغ شریک جنسی خود را برای تولید مثل انتخاب می‌کنند. این دوره جفت‌گزینی، که شامل نمایش‌هایی برای جذب جفت توسط یکی از اعضای یک گونه است، معمولاً کوتاه است و از ۱۵ دقیقه تا چند روز طول می‌کشد. با این حال، برخی از جانوران ممکن است تحت یک دوره جفت‌گزینی طولانی مدت قرار گیرند که تا دو ماه طول می‌کشد.

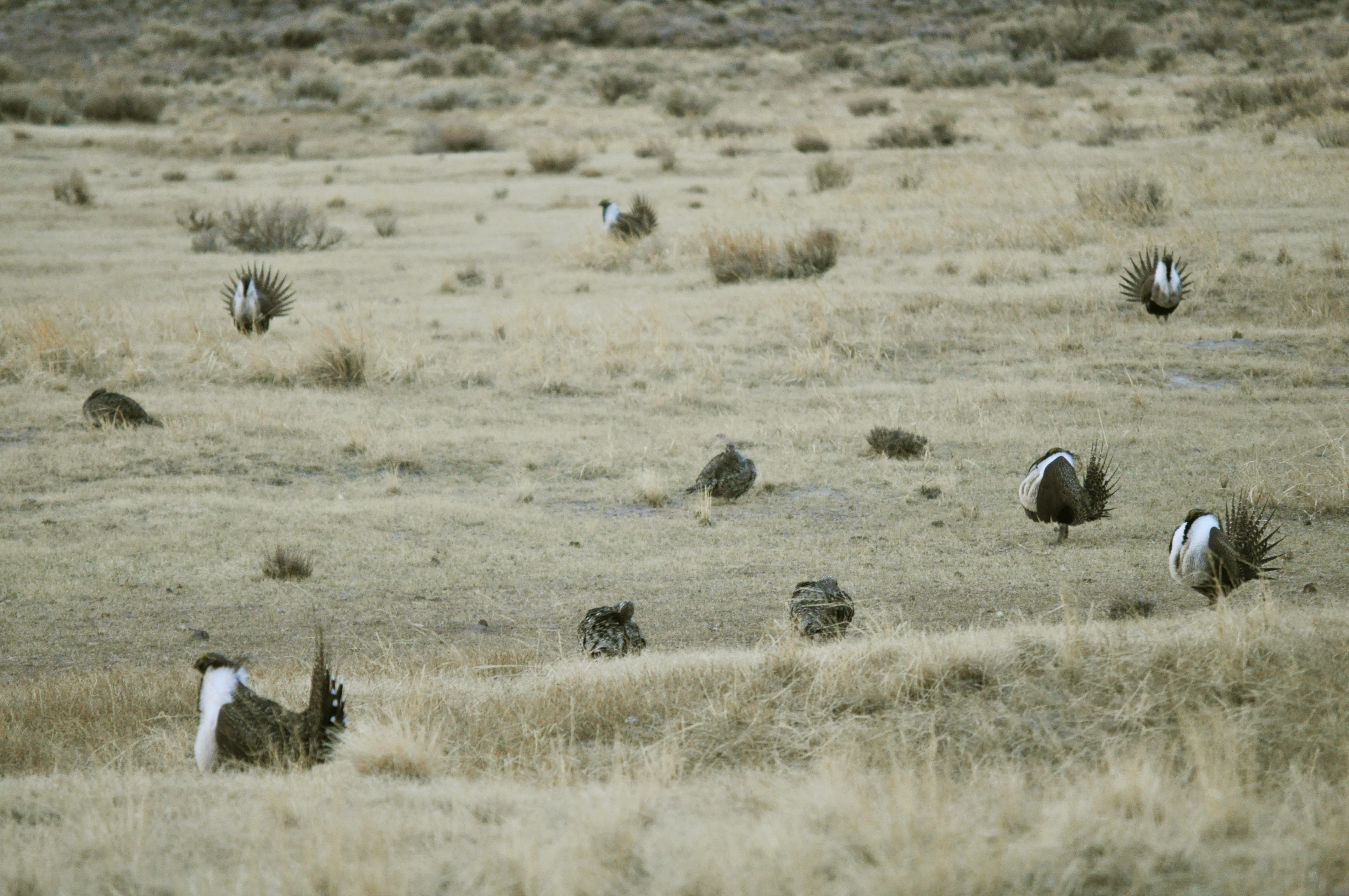
نرهای سیاه‌خروس دم‌سیخ بزرگ برای ماده‌های بازدیدکننده، نمایش «تقویت» جفت‌خواهی انجام می‌دهند.

## جستارهای بیشتر
- نمایش (جانورشناسی)
- نمایش جفت‌یابی (زیست‌شناسی)
- گزینش جفت
- گزینش جنسی